# Du côté de chez Fran
Du côté de chez Fran (Living with Fran) est une série télévisée américaine en 26 épisodes de 22 minutes créée par Jamie Kennedy, Jason H. Etting et David Garrett et diffusée entre le 8 avril 2005 et le 24 mars 2006 sur The WB.
En France, la série a été diffusée à partir du 12 mai 2008 sur Série club puis à partir du 5 janvier 2009 sur NRJ 12.

## Synopsis
Fran Reeves est une divorcée épanouie : elle est décoratrice d'intérieur de talent, a deux enfants, Josh et Allison et un petit ami, Riley, beaucoup plus jeune qu'elle. Mais elle doit gérer le retour de son fils, viré de la fac de médecine, qui désapprouve son jeune petit ami.

## Distribution

### Acteurs principaux
- Fran Drescher (VF : Marie Vincent) : Fran Reeves
- Ryan McPartlin (VF : Marc Saez) : Riley Douglas Martin
- Misti Traya (en) (VF : Dorothée Pousséo) : Allison Reeves
- Ben Feldman (VF : Denis Laustriat) : Josh Reeves

### Acteurs secondaires
- Charles Shaughnessy (VF : Jean Roche) : Ted Reeves
- Debi Mazar (VF : Françoise Dasque) : Merrill
- Hal Linden (en) (VF : Michel Modo) : Grandpa Hal

## Épisodes

### Première saison (2005)
1. Comme un chien dans un jeu de quille (Pilot)
2. La Visite surprise (Riley's Parents)
3. Un voyage compromis (The Ex Factor)
4. La Promo 95 (The Reunion)
5. Riley junior (Oh, Baby)
6. Le Frère protecteur (Who's the Parent ?)
7. La Saint Valentin (Carriage Ride)
8. Le Concert (The Concert) (les épisodes 8 à 13 n'ont pas été diffusés aux États-Unis)
9. Ambiance de chantier (Josh Works for Riley)
10. Ça déménage (Riley's Ex)
11. Quand les garçons s'amusent… (Plastered)
12. Le Scoop de la journée (Girl Talk)
13. Le Brunch du dimanche (School Ties)

### Deuxième saison (2005-2006)
Le 15 mai 2005, le réseau renouvelle la série pour une deuxième saison, diffusée à partir du 16 septembre 2005. Le 18 octobre, après cinq épisodes, le réseau retire la série de l'horaire, les épisodes restants épuisés à partir du 13 janvier 2006.
1. Un an de vie avec Fran (A Year of Living with Fran)
2. Aller à une bar mitsvah avec Fran (Going to a Bar Mitzvah with Fran)
3. Fêter ses seize ans avec Fran (Sweet Sixteen Again with Fran)
4. Apprendre avec Fran (Learning with Fran)
5. Devancer le plan avec Fran (Ahead of the Plan With Fran)
6. Un séjour de folie (Going Crazy with Fran)
7. Fran veut caser Meryl (Coupling with Fran)
8. Imprévues et bévues (Healing with Fran)
9. Tout le clan derrière Fran (The Whole Clan with Fran)
10. Se déguiser avec Fran (Masquerading with Fran)
11. Au lit avec Fran (Going to Bed with Fran)
12. Le cauchemar de Fran (Dreaming with Fran)
13. La réconciliation (Reuniting with Fran)

### Commentaires
- L'actrice principale de la série (Fran Drescher) l'était aussi dans la célèbre série Une nounou d'enfer qui dura six ans, où là aussi, elle portait le même prénom. Du côté de chez Fran paraît parfois être l'extension de cette sitcom, faisant allusion à plusieurs personnages. Ceci peut être appuyé par le fait que son mari soit joué par le même acteur.
- Le personnage interprété par Fran Drescher portait initialement le nom de Kate Reeves.
- La série a changé plusieurs fois de titre pendant le développement de la série de So Wrong, Robbing the Cradle, Shaking Up et Leaving with Fran avant d'adopter son titre actuel.
- Fran Drescher est productrice et scénariste de la série.